# Las noches agradables
Las noches agradables (1550 y 1553; en italiano Le piacevoli notti), también conocida como Las noches de Straparola, es una colección en dos volúmenes de 73 historias por el autor italiano y coleccionista de cuentos Gianfrancesco Straparola. Escrito bajo el modelo del Decamerón de Boccaccio, frecuentemente se considera el primer libro europeo en contener cuentos de hadas. Su influencia llegaría hasta escritores posteriores de cuentos de hadas como Charles Perrault y Jacob y Wilhelm Grimm. 
La traducción al español la realizó el baezano Francisco Truchado en el siglo XVI, y hoy la primera edición que se conserva es la aragonesa de 1578. De dicha traducción existen dos ediciones críticas modernas, una a cargo de Marco Federici y otra realizada por Leonardo Coppola.

## Características
El argumento de la obra que sirve como marco a esta colección de cuentos y novelas cortas se desarrolla en la isla de Murano, en el palacio del obispo de Lodi, Ottaviano Maria Sforza, y de su hija Lucrezia durante el Carnaval de Venecia (probablemente el de 1536). Un grupo de diez damas de la corte narran un total de setenta y tres cuentos durante trece noches, al resto de damas y caballeros de la nobleza allí reunidos.
Durante las primeras doce noches, se cuentan cinco narraciones cada vez; en la decimotercera se cuentan trece; esto hace un total de 73 relatos. En la edición definitiva de 1556 se ha eliminado, probablemente por motivos religiosos, el quinto relato de la octava noche, VIII 5, y se añadieron otros dos en su lugar, por lo que el número total alcanza 74.
Algunos de los relatos son El rey de cerdo (II 1), Biancabella y la serpiente , Costantino Fortunato (XI 1), Rey de Provino, Maestro Lattantio y el alumno y Costanza/Costanzo.

## Influencias
La obra de Straparola sirvió como base para los argumentos de escritores como Charles Pérrault y Molière.
De hecho, se atribuye a Las noches agradables la versión original de La Bella y la Bestia, en donde se muestra al padre de Bella como un rey, y a la bestia como una serpiente.